# Annie Miller
Pour les articles homonymes, voir Miller et Annie Miller (homonymie).
Annie Miller est une productrice de cinéma français, réalisatrice, scénariste et actrice née le 6 juillet 1945 à Bondy.

## Biographie
Annie Miller fait la connaissance de son futur mari, Claude Miller, alors qu'elle est encore enfant. Ils habitent le boulevard de la Boissière à Montreuil-sous-Bois.
Dans les années 1970, Annie Miller entame une carrière d'actrice sous la direction de François Truffaut. Sur la même période, elle étend ses activités cinématographiques au travail d'assistante monteuse.
Elle épouse son ami d'enfance, Claude Miller, alors assistant entre autres de François Truffaut, et qu'elle encourage à réaliser son premier long métrage. Elle se lance dans la réalisation de courts-métrages et, parallèlement, devient la collaboratrice de son mari sur plusieurs de ses films.
En 1975, les Miller, découvrant la Creuse, ont un coup de cœur pour cette région. Annie Miller tourne une série de documentaires sur la vie dans le Limousin.
En 1987, le couple crée la société de production Les Films de la Boissière. Annie Miller produit, entre autres, certains films de son mari (Le Sourire, La classe de neige, Betty Fisher et autres histoires, La Chambre des Magiciennes, La Petite Lili) et des courts-métrages de son fils, Nathan Miller.
En 2010, les rencontres se faisant, avec Jean Guy Soumy, un atelier d'écriture de scénarios, en résidence voit le jour ainsi qu'un festival de films, Ciné des Villes Ciné des Champs, occasion de faire connaitre l'univers du cinéma aux étudiants via des échanges avec des professionnels de ce milieu.
En 2012, Annie Miller et Natalie Carter, scénariste du film Thérèse Desqueyroux, sont les invitées du Festival de films Cinemania de Montréal (Canada) pour un hommage à Claude Miller, (décédé le 5 avril 2012).

## Filmographie

### Réalisatrice (documentaires)
- 2002 Le Métier de Pierre
- 2006 Une Tonne et demie
- 2007 Mille sources d'inspiration (co-réalisateur : Alain Jomy)
- 2008 Accordéons

### Réalisatrice (cinéma)
- 1984 Les Petits mots du matin (court-métrage)
- 1987 Paris-Orly-Paris (court-métrage)
- 1992 Nénette (court-métrage)
- 1993 Réveille-moi à midi (court-métrage)
- 1994 La Bicoque (court-métrage)
- 2012 : Thérèse Desqueyroux (making-of)

### Actrice
- 1970 L'Enfant sauvage de François Truffaut (Mme Lemeri)
- 1971 Les Deux Anglaises et le Continent de François Truffaut (Monique)
- 1978 La Chambre verte de François Truffaut (Genevieve Mazet)
- 1981 Garde à vue de Claude Miller (la mère de Camille)

### Scénariste
- 1985 L'Effrontée de Claude Miller (scénariste)
- 1987 La Petite Voleuse de Claude Miller (scénariste)

### Productrice (documentaires)
- 2003 Les dessous de Lili (DVD) de François Breniaux
- 2008 Marching Band de Claude Miller, Héléna Cotinier et Pierre-Nicolas Durand

### Productrice (cinéma)
- 1994 Le Sourire de Claude Miller (coproducteur : Jean-Louis Livi)
- 1997 Sapeur ! (court-métrage) de Nathan Miller
- 1998 La classe de neige de Claude Miller
- 1999 Calino Maneige de Jean-Patrick Lebel (coproducteur : Jean-Patrick Lebel)
- 1999 Les Aventures de Tioui : La Fontaine magique (court-métrage) de Yves Verhoeven
- 1999 Les Aventures de Tioui : Mon meilleur ami (court-métrage) de Yves Verhoeven
- 2000 Un dérangement considérable de Bernard Stora
- 2000 La Tartine (court-métrage) de Nathan Miller
- 2001 Betty Fisher et autres histoires de Claude Miller (coproducteur : Yves Marmion)
- 2001 La Chambre des magiciennes de Claude Miller (coproducteur : Jacques Fansten)
- 2002 Un petit cas de conscience de Marie-Claude Treilhou
- 2002 La Petite Lili de Claude Miller
- 2003 Qui frappe à la porte d'Henri Michel ? (court-métrage) de Emmanuel Laborie
- 2006 On dirait que... de Françoise Marie

### Équipe technique
- 1971 Camille ou la comédie catastrophique de Claude Miller (court-métrage) (assistante monteuse)
- 1974 Le Hasard et la violence de Philippe Labro (assistante monteuse)
- 1976 La Meilleure façon de marcher de Claude Miller, (assistante monteuse)
- 1979 La Dérobade de Daniel Duval (assistante monteuse)
- 1985 L'Effrontée de Claude Miller (scripte)
- 1988 La Petite Voleuse de Claude Miller (scripte et dialoguiste)

## Publication
- Une femme à la redresse, Paris, Éditions du Seuil, 2016, 224 p.  (ISBN 978-2-02-131873-9)

## Distinctions
- 1989 César de la meilleure affiche pour La Petite Voleuse (Annie Miller, Luc Roux et Stéphane Bielikoff)